# كأس الاتحاد الإنجليزي 1874–75
كأس الاتحاد الإنجليزي 1874–75 (بالإنجليزية: 1874–75 FA Cup)‏ هو الموسم 4 من كأس الاتحاد الإنجليزي. الذي يشرف على تنظيمه الاتحاد الإنجليزي لكرة القدم، وكان عدد الأندية المشاركة فيه 29، وفاز فيه نادي رويال إنجنيرز ‏.